# Toshiyuki Toyonaga
Toshiyuki Toyonaga (豊永 利行 Toyonaga Toshiyuki?,  Hachiōji, Tokio, 28 de abril de 1984) es un actor de voz, actor, cantante y compositor japonés. Toyonaga debutó a la edad de diez años, en 1994, y desde entonces ha estado activo tanto en la televisión como en el escenario. Tras su debut como actor de voz en 2002, actualmente trabaja para Super Eccentric Theatre INC.
A pesar de su amplia variedad de voces, usualmente suele ser elegido para interpretar personajes jóvenes tales como Mikado Ryūgamine en Durarara!!, Shun Matsuoka en Kimi to Boku, Hideyoshi Nagachika en Tokyo Ghoul, Yuuki Tenpouin en Code:Breaker y más recientemente como Yuri Katsuki en Yuri!!! on Ice. Otros papeles destacados incluyen el de Fuwa Mahiro en Blast of Tempest, Totsuka Takeru en Kamigami no Asobi y Baku en Captain Earth. El 28 de abril de 2014, Toyonaga lanzó su primer álbum titulado, Music of the Entertainment. El 16 de diciembre de ese mismo año lanzó su sencillo debut, Reason, y también ha escrito varias canciones para la segunda temporada de Durarara!!. Toyonaga ha llegado a estar en el puesto número siete en los rankings japoneses de Drummania.
Fue galardonado como el "Mejor actor de voz" en la 12.º ceremonia de los Seiyū Awards.

## Filmografía

### Anime
2001
- The Prince of Tennis como Kentarō Aoi

2003
- Twin Spica como Shinnosuke Fuchūya

2004
- AM Driver como Joy Leon
- Major como Shibuya
- Yu-Gi-Oh! GX como Taigo Sorano

2005
- Capeta como Kappeita Taira
- Jigoku Shōjo como Shibata Sentarō
- Sugar Sugar Rune como Kōji Seisai (ep. 34)
- Zettai Shonen como Ayumu Aizawa

2006
- Bokura ga Ita como Tamachi
- Kagihime Monogatari Eikyū Alice Rondo como Aruto Kirihara
- Katekyō Hitman Reborn! como Chikusa Kakimoto y Irie Shōichi
- Shinigami no Ballad como Kantarō Ichihara (ep. 3)
- Tsuyokiss como Leo Tsushima

2007
- Kenkō Zenrakei Suieibu Umishō como Kaname Okiura
- Master of Epic: The Animation Age como Newtar
- Saint October como Ryōhei Mikado

2008
- El largo viaje de Porphy como Zaimis
- Kanokon como Tayura Minamoto
- Sands of Destruction como Shin (ep. 3)

2009
- Cookin' Idol Ai! Mai! Main! como Kobayashi
- Fresh Pretty Cure como Kento Mikoshiba

2010
- Durarara!! como Mikado Ryūgamine

2011
- Beyblade Metal Fury como Plutón
- Kimi to Boku como Shun Matsuoka
- Mobile Suit Gundam AGE como Flit Asuno (joven)
- Oniichan no Koto Nanka Zenzen Suki Janain Dakara ne!! como Shūsuke Takanashi

2012
- Aikatsu! como Naoto Suzukawa
- Chōyaku Hyakunin Isshu: Uta Koi como Kiyohara Munenobu (ep. 8)
- Code:Breaker como Yūki Tenpōin/Code:03
- Kimi to Boku 2 como Shun Matsuoka
- Sword Art Online como Keita (ep. 3)
- Zetsuen no Tempest como Mahiro Fuwa

2013
- Karneval como Kagiri
- Meganebu! como Kōichi Mochizuki (ep. 3)
- Ore no Nōnai Sentakushi ga, Gakuen Love Come o Zenryoku de Jama Shiteiru como Kanade Amakusa
- Samurai Flamenco como Hekiru Midorikawa
- Yondemasu Yo, Azazel-san. Z como Incubus

2014
- Bakumatsu Rock como Heisuke Todo
- Captain Earth como Baku
- Kamigami no Asobi como Takeru Totsuka
- Tokyo Ghoul como Hideyoshi Nagachika

2015
- Akagami no Shirayuki-hime como Mihaya
- Aldnoah.Zero 2 como Mazuurek
- Classroom Crisis como Kojirō Kitahara
- Daiya no Ace: 2 como Daiki Kondō
- Durarara!!x2 Shō como Mikado Ryūgamine
- Durarara!!x2 Ten como Mikado Ryūgamine
- Junjō Romantica 3 como Ishi Shizuku
- Tokyo Ghoul √A como Hideyoshi Nagachika

2016
- Akagami no Shirayuki-hime 2 como Mihaya
- B-Project como Gōshi Kaneshiro
- Bungō Stray Dogs como Junichirō Tanizaki
- Bungō Stray Dogs 2 como Junichirō Tanizaki
- Chain Chronicle como Caín
- DAYS como Shō Nakijin
- Digimon Universe: Appli Monsters como Rei Katsura
- Durarara!!x2 Ketsu como Mikado Ryūgamine
- Haikyū!! 3 como Kenjirō Shirabu
- Nanbaka como Tsukumo
- Netoge no Yome wa Onna no Ko Janai to Omotta? como Hideki Nishimura/Lucian
- Prince of Stride: Alternative como Kaede Okumura
- Shōjo-tachi wa Kōya wo Mezasu como Atomu Kai
- Soul Buster como Zhou Cang (Shū Sō)
- Yuri on Ice como Yūri Katsuki
- Korogashi-ya no Pun como Grillo

2017
- Duel Masters como Kira
- Gamers! como Tasuku Uehara
- Marginal#4 Kiss Kara Tsukuru Big Bang como Shy Makishima
- Shōkoku no Altair como Johan Frentzen
- Tsukipro The Animation como Sora Oohara (SOARA)

2018
- B: The Beginning como Brian Blandon
- Basilisk: Ouka Ninpouchou como Tsuibamu Kujaku
- Butlers: Chitose Momotose Monogatari como Haruto Hazakura
- Free! - Dive to the Future como Asahi Shiina
- Mahou Shoujo Ore como Mohiro Mikage
- Piano no Mori como Kousei Hirata
- Run with the wind como Haiji Kiyose
- Tokyo Ghoul:re como Hideyoshi Nagachika

2019
- Bungō Stray Dogs 3 como Junichirō Tanizaki
- Hoshiai no Sora como Tsubasa Soga

2020
- A3! Season Autumn & Winter como Homare Arisugawa
- Haikyū!! To The Top como Kenjirō Shirabu
- Ikebukuro West Gate Park como Rintaro Nagai

2021
- Sakugan como Yuri
- Link Click como Cheng Xiaoshi/Toki.

2023
- Buddy Daddies como Kazuki Kurusu
- Tengoku Daimakyō como Kona
- High Card como Tilt

2024
- Wind Breaker como Mitsuki Kiryu

2025
- Maho Tsukai Pretty Cure!! ~MIRAI DAYS~ como Isle

### Especiales
2015
- Durarara!!x2 Shō: Watashi no Kokoro wa Nabe Moyō como Mikado Ryūgamine

2017
- DAYS Specials como Shō Nakijin

### ONAs
2007
- Saishū Shiken Kujira como Mutsumi Kuonji

2008
- Chocolate Underground como Huntley Hunter

### OVAs
2002
- Yokohama Kaidashi Kikou: Quiet Country Cafe como Takahiro

2006
- Prince of Tennis Zenkoku Taikai-Hen como Kentarō Aoi

2009
- Kanokon como Tayura Minamoto

2010
- Durarara!! Specials como Mikado Ryūgamine

2011
- Kono Danshi, Uchū-jin to Tatakaemasu como Arikawa

### Películas de anime
2005
- Atobe's Gift como Kentarō Aoi

2015
- High Speed! - Free! Starting Days - como Asahi Shiina

2016
- Chain Chronicle: Haecceitas no Hikari como Caín
- Koe no Katachi como Toshi Mashibasa.

2017
- Free! -Take Your Marks- como Asahi Shiina
- Free! -Timeless Medley- Kizuna como Asahi Shiina
- Free! -Timeless Medley- Yakusoku como Asahi Shiina

2021
- Bishōjo Senshi Sailor Moon Eternal como Ojo de Halcón

2022
- Free! The Final Stroke Part 1 como Asahi Shiina
- Free! The Final Stroke Part 2 como Asahi Shiina

### CD Drama
2016
- MARGINAL:#4 Drama CD ~Hoshi Furu Yoru no, Halloween Party~

2017
- Dummy Head Kannou Rock "THANATOS NiGHT" Vol.6 Duran[5]
- Kare wa Vocalist❤CD "Dear❤Vocalist Riot" Entry No.4 Momochi como Momochi.
- Kare wa Vocalist❤CD "Dear❤Vocalist Wired" Entry No.5 Momochi como Momochi.[6]
- Kimi no Heart ni KISS wo Todokeru CD "IDOL OF STARLIGHT KISS" Vol.3 Shy & Kira[7]
- Kimi no Heart ni Kiss wo Todokeru CD "IDOL OF STARLIGHT KISS 2" Vol.2 Shy & Kira[8]
- Pitagoras Spectacle Tour Live Vol.1 "Saiyuuki" act Atom & Shy & Teruma (LY X HIGH X FLY / Hibiscus) como Shy Makishima.

### Videojuegos
- Caladrius como Kei Percival.
- Conception II: Children of the Seven Stars como el Protagonista.
- Dairoku: Agents of Sakuratani como Semi Tokitsugu
- Durarara!! 3way standoff como Mikado Ryūgamine.
- Durarara!! Relay como Mikado Ryūgamine.
- Etrian Odyssey Untold: The Millennium Girl como Arthur Charles.
- Kanokon Esuii como Tayura Minamoto.
- Kyōkai Senjō no Horizon PORTABLE como Toshiie Maeda.
- Prince of Stride como Kaede Okumura.
- Soulcalibur V como Xiba.
- Tokyo Ghoul: Jail como Hideyoshi Nagachika.
- Several Shades Of Sadism como Minami Mira.
- Fire Emblem: Three Houses como Claude von Riegan.
- Ephemeral: Fantasy On Dark como Natsume
- Fate/Grand Order como Oberon Vortigern
- Genshin Impact como Lyney
- Cookie Run Kingdom como Galleta Arquero de Viento

### Películas en imagen real
2003
- Battle Royale II: Réquiem como Shōta Hikasa.

2006
- Prince of Tennis - Live Action Movie como Kachirō.

### Dorama
2005
- Densha Otoko

2006
- Nodame Cantabile como el amigo de Mine Ryutarō.

### Doblaje
- Spider-Man: Far From Home como Brad Davis (Remy Hii)

## Música

### Discografía solista
- Febrero de 2017: T's. Fue el 27º CD más vendido en Japón en su semana de lanzamiento.[9]
- Marzo de 2018: With LIFE.[10]
- Abril de 2019: 光へ.
- Diciembre de 2021: .LiNK.
- Noviembre de 2023: Charactaswer. Disco que contiene canciones dedicadas a los personajes más importantes de su carrera.

### Anime

#### Durarara!!
- Durarara!!x2 Shō: Compuso y escribió la letra de los temas insertados Little world y Rain tears, interpretados por Saki Fujita.[11]
- Durarara!!x2 Ten: Interpretó el opening Day you laugh, el cual también compuso y escribió.[12][13]
- Durarara!!x2 Shou: Watashi no Kokoro wa Nabe Moyou: Compuso, escribió y cantó el ending Reflection (リフレクション).[14]
- Durarara!!×2 Ten Gaiden!? y Durarara!!x2 Ten: Onoroke Chakapoko: Interpretó el ending 91cm. Además, compuso la música y escribió la letra. Tanto el OVA como en el especial también se utilizó la canción Day you laugh como secuencia de apertura.[15][16]

#### Musicales deThe Prince of Tennis
En su rol como Kachirō Katō, participó de los siguientes musicales:
- Musical Tennis no Oujisama: Dream Live 2nd.
- Musical Tennis no Oujisama: Dream Live 3rd.
- Musical Tennis no Oujisama: Side Fudomine in winter ~special match~ 2004-2005.
- Musical Tennis no Oujisama: Side Yamabuki feat. St. Rudolph in winter 2004-2005.
- Musical Tennis no Oujisama: The Imperial Match.
- Musical Tennis no Oujisama: The Imperial Match in winter 2005-2006.
- Prince of Tennis: Dream Live 1st.
- Prince of Tennis Musical.
- Prince of Tennis Musical 2.
- Prince of Tennis Musical 3.

#### Kamigami no Asobi
- Participó en el tema de apertura Till the End y en el tema de cierre Reason For... junto con sus compañeros de elenco.[17][18]
- Junto con Yūto Uemura grabó el CD Kamigami no Asobi InFinite Kamikyokushuu Duet Tsukito & Takeru. Este trabajo ha llegado al puesto 71 de los CD más vendidos de Japón.[19]

#### I★Chu
- Como parte de "F∞F" participó del sencillo I★CHU creation 01. F∞F. En su semana de lanzaimento alcanzó el puesto 24 en ventas en Japón.[20]
- Como parte de "I★Chu" participó del sencillo I★Chu ~I★Chu Award 2016 Solo Single (Kokoro Hallelujah! / Relief / Outsider / Yura Yurari).[21]

#### Yumeiro Cast
Junto con Ryota Osaka, Natsuki Hanae, Yūto Uemura, Yū Hayashi, Yūki Ono y Tasuku Hatanaka participó de:
- CD Musical Rhythm Game "Yumeiro Cast" Birthday Collection. En su semana de lanzamiento vendió 6.381 copias.[22]
- CD Musical Rhythm Game "Yumeiro Cast" Vocal Collection 2 ~DEPARTURE TO THE NEW WORLD~. En su semana de lanzamiento ha llegado al puesto 16 de ventas en los rankings japoneses, con 6.060 copias vendidas.[23]
- CD Musical Rhythm Game "Yumeiro Cast" Vocal Collection 2 ~A Chance to Make Progress~.[24]
- Sencillo "Seiya no Love Letter" Song Collection ~Saigo no Lonely Christmas -Kouya Asahina ver.-.[25]

#### Otras participaciones
- Cantó el tema Homare Pink de la serie Kimi to Boku.[26][27]
- Como parte de "Galaxy Standard", participó del ending Be My Steady de la serie Prince of Stride: Alternative.[28][29]
- Participó del Character Song Mini Album Sono Ni de Bungō Stray Dogs junto con Hiroshi Kamiya y Hiroyuki Kagura.[30]
- En su rol como Sora Oohara, participó del sencillo ALIVE "X Lied" Vol.1 "SKY DREAM / Leela no Shirabe", del proyecto X Lied.[31]
- Formando parte de "Winter Troupe" participó del CD First WINTER EP de la franquicia otome A3!.[32]
- Como parte de M4, participó del sencillo Bokura no Kiseki / Alice Blue no Kiss ~Another Color.[33]
- Participó del sencillo Tsubasa wo Motsumono ~Not an angel Just a dreamer~.[34]
- Como parte de "STAR☆PRINCE", cantará el ending Karasu no Ginga de la serie Mahou Shoujo Ore.[35]